# واشنطن لافاييت إليوت
واشنطن لافاييت إليوت (بالإنجليزية: Washington Lafayette Elliott)‏ هو ضابط أمريكي، ولد في 31 مارس 1825 في Carlisle, Pennsylvania ‏ في الولايات المتحدة، وتوفي في 29 يونيو 1888 في سان فرانسيسكو في الولايات المتحدة.